# 荻原乗秀
荻原 乗秀（おぎわら のりひで）は、江戸幕府の旗本。通称は源八郎。勘定奉行を務めた荻原重秀の子である。妻は中山下野守直好の娘で、村上彦太郎義愈の娘を後妻に迎えている。

## 略歴
元禄5年（1692年）11月1日に時の将軍・徳川綱吉に御目見を果たす。
父・重秀の死後、正徳4年（1714年）3月15日に、重秀の私曲を理由に3000石を減石され越前国坂井郡の内の700石相続が許されたことを、若年寄の鳥居忠英により通告される（『柳営日次記』）。小普請入りし謹慎の身となるが翌5年（1715年）9月26日に許される。
享保7年（1722年）5月3日、上総国東金領に赴き、新規に開墾する地を調べる仕事を命じられる。8月7日には御用を務めた褒美として時服2領と黄金2枚を下賜される。
享保7年（1722年）7月13日に、南町奉行の大岡忠相所属の代官となり、5万石支配を命じられ、同じく大岡支配下の代官・岩手信猶とともに役料300俵ずつを与えられる。
享保14年（1729年）11月24日、支配所である武蔵国入間郡下奥富村（埼玉県狭山市）の名主の不正が発覚したことにより拝謁を留められるが同年12月27日に許される。
享保19年（1734年）正月19日、江戸城西丸の御納戸頭に任ぜられる。同年2月15日に佐渡奉行となり、4月22日には布衣の着用を許される。5月26日に佐渡奉行所に到着。もう1人の佐渡奉行・萩原美雅と交代する。
享保20年（1735年）4月11日、「左右共不自由」となり、医師の投薬によりいったんは回復するが、18日に再度発病。4月26日、在任中に佐渡の地にて死去。同地の本典寺に葬られる。法名は日到。なお、この年の閏3月1日に、乗秀の妻・かずも死亡している。

## 大岡支配代官
享保7年（1722年）に、代官の池田喜八郎季隆（すえたか）とともに上総・下総国両国の見分に赴くよう命じられた乗秀は、東金（千葉県東金市）に5万石ほどの荒れ地を発見したため、この地が新田として開墾されることが決まる（『兼山秘策』）。
同年5月の東金見分に同行した浪人・小林平六と野村時右衛門は元締手代となり、享保12年（1727年）9月に「新田開発方役人」となり武蔵野新田経営を担当する。同14年（1729年）12月に年貢滞納などを理由に2人は罷免される。2人の罷免を受けて、小林と野村が担当していた武蔵野新田と乗秀・岩手を勘定奉行所属とするか、大岡は老中の水野忠之に問い合わせているが、引き続き両名とも大岡支配下とし、新田も2人の支配とする回答されている。この後、乗秀は小林・野村の強引な年貢増徴方針を修正したが、新田経営は十分な安定化は果たせず、年貢未進・遅滞が続いた。
享保17年（1732年）6月12日、武蔵国内の2万石の支配地増加を命ぜられる。
相模国小田原藩の酒匂川は、田中喜古による治水事業がなされた後、川の両岸は岩手の支配地となるが、享保17年（1732年）閏5月に岩手が死去した後、荻原乗秀が同地を預かり、さらに大岡配下の蓑正高の支配へと移る。
享保19年（1734年）正月に乗秀が西城御納戸頭に転任した後は、同じく大岡支配下の代官上坂政形がその支配地を受け継ぐ。
武蔵野新田の支配代官として、幕府の年貢増徴策に沿って年貢の徴収を行なうが、多摩郡新町村名主吉野家文書によれば、享保12年ごろまでは荻原の新田経営は必ずしも順調にはいかなかったことが知られる。